# Ilija Petković
Ilija Petković, kyrillisch Илија Петковић (* 22. September 1945 in Knin; † 27. Juni 2020 in Belgrad), war ein jugoslawischer Fußballspieler und serbischer Fußballtrainer.

## Karriere als Spieler
Für seinen Vereinsklub OFK Belgrad bestritt Petković 500 Erstligaspiele in 15 Jahren. Er war 43-maliger jugoslawischer Nationalspieler (1968 bis 1974) und nahm bei der Fußball-Weltmeisterschaft 1974 in Deutschland für sein Land teil.

## Karriere als Trainer
Seine Trainerkarriere begann Petković bei seinem Heimatverein OFK Belgrad. Seinen ersten Trainererfolg feierte er mit Servette Genf, als er 1994 die Schweizer Meisterschaft gewann. Daraufhin führten ihn seine weiteren Trainerstationen u. a. nach Griechenland und China. Bei der WM 1998 war er Assistent des damaligen jugoslawischen Nationaltrainers Slobodan Santrač.
Als Nachfolger des erfolglosen Nationalcoachs Dejan Savićević übernahm er im Juli 2003 die serbisch-montenegrinische Fußballnationalmannschaft, die nach einer Serie von Niederlagen, unter anderem gegen Aserbaidschan, die Teilnahme an der WM 2002 in Japan und Südkorea verpasste. Petković baute das Team vollständig um, gab jungen Spielern eine Chance, und formte um Mateja Kežman (Atlético Madrid), Zvonimir Vukić (FC Portsmouth) und Dejan Stanković (Inter Mailand) eine vielversprechende Mannschaft. Ab Petkovićs Amtsübernahme blieb das Team in Pflichtspielen bis zur WM 2006 ungeschlagen, qualifizierte sich für diese mit lediglich einem hingenommenen Gegentreffer, schied dort aber mit drei Niederlagen in drei Spielen aus.
2013 war er Trainer beim südkoreanischen Gyeongnam FC. Petković verstarb am 27. Juni 2020 in einem Belgrader Krankenhaus in Folge einer COVID-19-Erkrankung.

## Pflichtspielbilanz mit der serbisch-montenegrinischen Fußballnationalmannschaft
Erstes Spiel: 20. August 2003 (gegen Wales)
Letztes Spiel: 21. Juni 2006 (gegen die Elfenbeinküste)
- 20 Spiele
  - 11 Siege
  - 6 Unentschieden
  - 4 Niederlagen
  - 27:17 Tore